# Доливер (Ајова)
Доливер (енгл. Dolliver) град је у америчкој савезној држави Ајова. По попису становништва из 2010. у њему је живело 66 становника.

## Демографија
Према попису становништва из 2010. у граду је живело 66 становника, што је -11 (-14.3%) становника више него 2000. године.
| Група             | 2000.      | 2010.       |
| Белци             | 73 (94,8%) | 66 (100.0%) |
| Афроамериканци    | 0 (0,0%)   | 0 (0,0%)    |
| Азијати           | 1 (1,3%)   | 0 (0,0%)    |
| Хиспаноамериканци | 3 (3,9%)   | 0 (0,0%)    |
| Укупно            | 77         | 66          |